# Tell (Naplouse)
Pour les articles homonymes, voir Tell.
Tell, en arabe : تلّ, est un village du gouvernorat de Naplouse en Palestine, situé à 5 km au sud-ouest de Naplouse, au centre de la Cisjordanie.
Selon le recensement du bureau central palestinien des statistiques, la localité compte une population de 5 162 habitants en 2017.